# Nannogryllacris novaguineae
Nannogryllacris novaguineae är en insektsart som först beskrevs av Griffini 1909.  Nannogryllacris novaguineae ingår i släktet Nannogryllacris och familjen Gryllacrididae.

## Underarter
Arten delas in i följande underarter:
- N. n. novaguineae
- N. n. polygramma